# United Future New Zealand
United Future New Zealand, noto semplicemente come United Future, è un partito politico neozelandese di orientamento centrista, fondato nel 2000 dall'unione di Future New Zealand e di United New Zealand.

## Leader
- Peter Dunne (2002 - in carica)

## Risultati elettorali
| Elezione      | Voti    | %    | Seggi   |
| ------------- | ------- | ---- | ------- |
| Generali 2002 | 135.918 | 6,69 | 8 / 122 |
| Generali 2005 | 60.860  | 2,67 | 3 / 122 |
| Generali 2008 | 20.497  | 0,87 | 1 / 122 |
| Generali 2011 | 13.443  | 0,60 | 1 / 122 |
| Generali 2014 | 5.286   | 0,22 | 1 / 121 |